# Aferer Tal

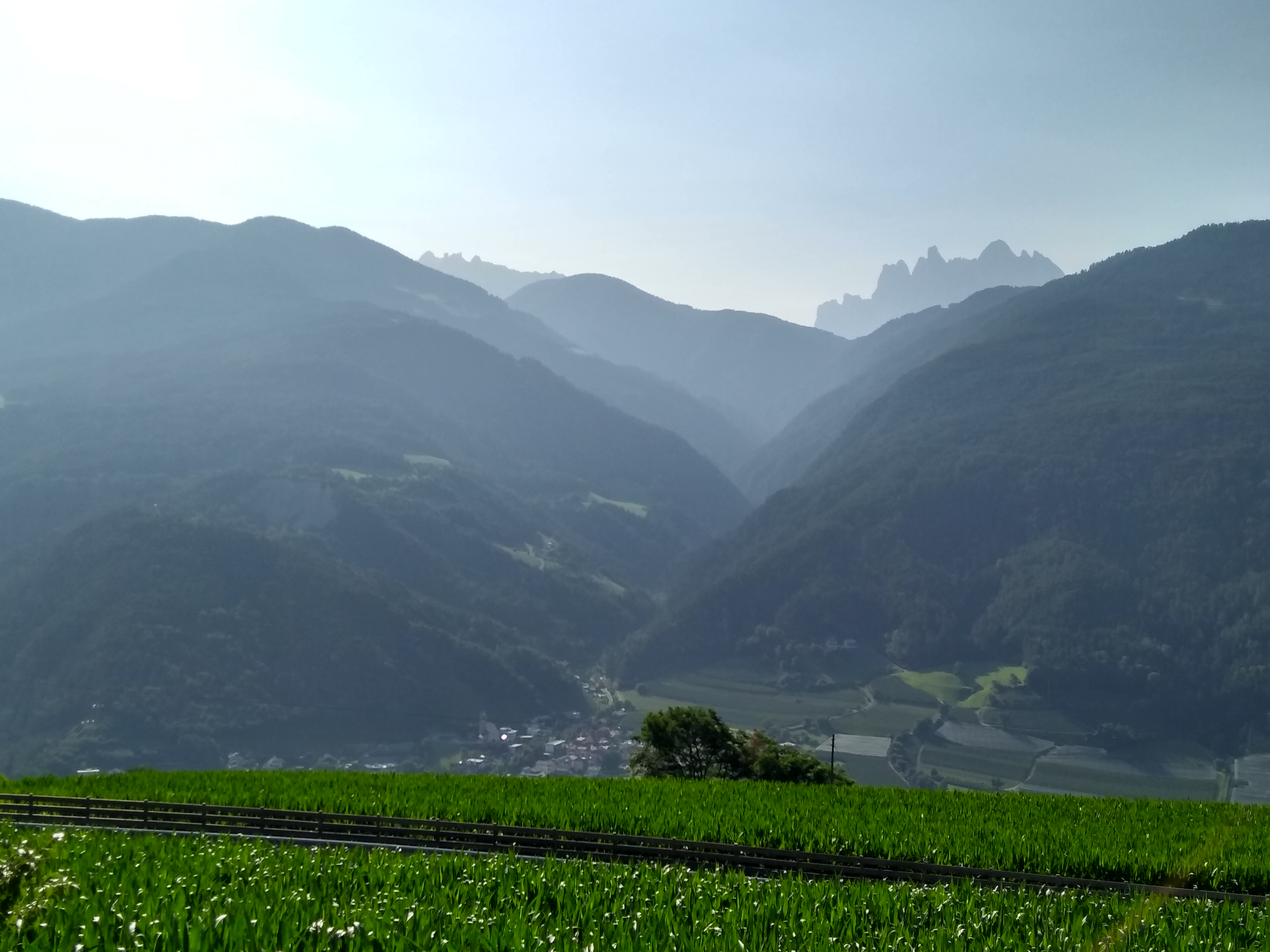
Blick von der Westseite des Eisacktals Richtung Osten in das Aferer Tal

Das Aferer Tal (italienisch Valle di Eores), auch einfach Afers, ist ein orographisch linkes Seitental des Eisacktals. Es zweigt bei Albeins, ungefähr fünf Kilometer südlich des Brixner Stadtzentrums, in östliche Richtung ab und wird von der Sade (auch Aferer Bach genannt) entwässert. Eingerahmt wird es im Norden von der Plose, im Süden von bewaldeten Ausläufern der Peitlerkofelgruppe und den Aferer Geislern. Im Talschluss endet es am 1866 m hohen Kofeljoch bzw. Halsl, einem Pass zum obersten Lüsner Tal. Knapp unterhalb vom Kofeljoch vermittelt zudem der Sattel am Russiskreuz einen 1729 m hohen Übergang ins weiter südlich befindliche, parallel verlaufende Villnößtal.
Administrativ ist das Aferer Tal zwischen den Gemeinden Brixen und Villnöß aufgeteilt, wobei die Gemeindegrenze weitgehend dem Bachverlauf folgt. Das Tal ist spärlich besiedelt. Die sich an den orographisch rechten, nördlichen Talhängen befindlichen Ortschaften bilden innerhalb der Gemeinde Brixen die Fraktion Afers mit St. Georg als Hauptort.
Koordinaten: 46° 39′ 40″ N, 11° 40′ 15″ O